# Priscilla Franco Barba
Priscilla Franco Barba (n. Valle de Guadalupe, Jalisco, México; 13 de julio de 1989) es una política y abogada mexicana miembro de Movimiento Ciudadano (MC). Se ha desempeñado roles importantes en el ámbito político en el estado de Jalisco, siendo miembro del Congreso del Estado de Jalisco entre 2018 y 2024, en las legislaturas LXII, LXIII y LXIV. Actualmente se desempeña como la titular de la Secretaría del Sistema de Asistencia Social de Jalisco en el gobierno de Pablo Lemus Navarro.

## Primeros años
Priscilla Franco Barba nació el 13 de julio de 1989 en Valle de Guadalupe, Jalisco, México, siendo hija de Efrén Franco Gómez y Rosabelia Barba Casillas y hermana del Abogado Efrén Emir Franco Barba y Barbara Stephanie Franco Barba

### Preparación académica
Obtuvo la licenciatura en Derecho por la Universidad de Guadalajara, en la División de Estudios Jurídicos (Facultad de Derecho), como parte de la generación 2009A-2013A. Durante su formación, se desempeñó como vicepresidenta del comité generacional «Generación de Abogados en Movimiento (GAM)» y recibió el Reconocimiento Mariano Otero por desempeño académico en 2013. 
Complementó su preparación con estudios especializados en el Instituto Tecnológico y de Estudios Superiores de Monterrey, donde cursó el Diplomado en Alta Dirección entre mayo y diciembre de 2014, así como el Diplomado en Políticas Públicas de junio de 2016 a febrero de 2017.

## Trayectoria política
Entre noviembre de 2015 y octubre de 2018, se desempeñó como diputada suplente del Distrito 14 Local por el partido Movimiento Ciudadano en la LXI Legislatura del Congreso de Jalisco.
En el ámbito municipal, ocupó diversos cargos en la administración de Guadalajara, Jalisco. De marzo de 2016 a enero de 2018, fue directora general del Instituto Municipal de Atención a la Juventud de Guadalajara, un organismo público descentralizado del Ayuntamiento de Guadalajara. Previamente, entre octubre de 2015 y febrero de 2016, ejerció como jefa del Programa de Apoyo a la Juventud del municipio.
Su trayectoria dentro de Movimiento Ciudadano incluye su labor como coordinadora del Distrito 14 en el municipio de Guadalajara y coordinadora de Mujeres Jóvenes de Guadalajara, funciones que desempeñó entre abril de 2013 y junio de 2015.

## Diputada local

### LXII Legislatura (2018-21)
Franco Barba fue electa diputada local por el distrito 14 de Jalisco, con sede en Guadalajara, en las elecciones de 2018 postulada por Movimiento Ciudadano, obteniendo 54,302 de los 157,087 votos válidos, lo que representó un 34.57% de la votación. Su triunfo la llevó a formar parte de la LXII Legislatura del Congreso del Estado de Jalisco, donde ejerció su cargo de noviembre de 2018 a octubre de 2021. Desde su llegada al Congreso, enfocó su labor en temas clave que impactaban tanto a su distrito como a la sociedad jalisciense en general, con énfasis en transparencia, juventudes, medio ambiente, seguridad y perspectiva de género.
Durante su gestión, fue secretaria de la Comisión de Derechos Humanos y Pueblos Originarios, así como vocal en las Comisiones de Medio Ambiente, Sostenibilidad, Protección Civil y Resiliencia, y de Educación, Cultura y Deporte. Desde estos espacios, trabajó en el impulso de iniciativas legislativas destinadas a fortalecer el acceso a la información y la rendición de cuentas. En el ámbito de la transparencia y combate a la corrupción, promovió mecanismos que facilitaran la comprensión y participación ciudadana en las decisiones legislativas, asegurando que estas respondieran a las necesidades de la población.
Uno de sus proyectos más relevantes fue la creación de una Ley de Juventudes para el Estado de Jalisco, con el objetivo de ampliar las oportunidades y mejorar las condiciones para los jóvenes en el estado. Esta iniciativa reflejó su experiencia previa como directora general del Instituto Municipal de Atención a la Juventud de Guadalajara, donde trabajó en el desarrollo de políticas públicas enfocadas en este sector.
En materia de medio ambiente y seguridad, presentó propuestas para fortalecer la regulación del uso de suelo en zonas afectadas por incendios forestales, facilitando su recuperación y mejorando la calidad del aire. Su labor en la Comisión de Medio Ambiente, Sostenibilidad, Protección Civil y Resiliencia le permitió abogar por estrategias de protección ecológica y gestión de riesgos ambientales en Jalisco.
Asimismo, impulsó la perspectiva de género dentro de la agenda legislativa, promoviendo medidas para atender la violencia de género y garantizar mayor equidad en el estado. A través de la Comisión de Derechos Humanos y Pueblos Originarios, trabajó en la protección de los derechos de sectores vulnerables, asegurando que estos temas fueran parte central de la discusión legislativa.

### LXIII Legislatura (2021-24)
Para el periodo 2021-2024, Priscilla Franco Barba fue reelecta (siendo la primera mujer en hacerlo) como diputada local en el Congreso del Estado de Jalisco, nuevamente representando al Distrito 14, con sede en Guadalajara, en las elecciones de 2021 postulada por Movimiento Ciudadano,. En las elecciones obtuvo 56,066 de los 140,609 votos válidos, lo que representó un 39.87% de la votación.
Durante esta legislatura, asumió un papel destacado al ser presidenta de la Mesa Directiva del Congreso del Estado de Jalisco entre el 1 de noviembre de 2021 y el 30 de abril de 2022, convirtiéndose en la primera en ocupar dicho cargo dentro de la LXIII Legislatura.
Además de su labor en la Mesa Directiva, integró diversas comisiones legislativas, desempeñándose como vocal en la Comisión de Derechos Humanos y Pueblos Originarios, la Comisión de Movilidad y Transporte, y la Comisión de Puntos Constitucionales y Electorales. Desde estos espacios, trabajó en la promoción de iniciativas enfocadas en derechos humanos, movilidad sostenible y reformas constitucionales y electorales.

### LXIV Legislatura (2024)
Fue reelecta por tercera ocasión diputada local por el distrito 8 de Jalisco, con sede en Guadalajara, en las elecciones de 2024 postulada por Movimiento Ciudadano, obteniendo 109,195 de los 265,285 votos válidos, lo que representó un 41.16% de la votación. En esta ocasión, ejerció como diputada por un período de 29 días, ya que el 29 de noviembre de 2024 solicitó licencia para integrarse al gobierno de Pablo Lemus Navarro, asumiendo el cargo de titular de la Secretaría del Sistema de Asistencia Social de Jalisco para asumir el 6 de diciembre de 2024.